# 宮内村 (石川県)
宮内村（みやうちむら）は石川県能美郡にあった村。現在の能美市の北東端にあたる。

## 地理
- 山 ： 揚原山
- 河川 ： 手取川

## 歴史
- 1889年（明治22年）4月1日 - 町村制の施行により、和佐谷村、岩本村、宮竹村、大口村、岩内村、三ツ口村、長滝村、莇生村の区域及び灯台笹村の区域の内、藤蔵島の区域を除くの区域をもって、宮内村が発足する。
- 1907年（明治40年）8月5日 - 山口村及び宮内村が合併して、山上村が発足する。

## 交通

### 鉄道路線
後に北陸鉄道能美線の加賀岩内駅・三ツ口駅・宮竹駅・灯台笹駅・岩本駅・天狗山駅が所在したが、当時は未開業。